# Copaxa flavina
Copaxa flavina är en fjärilsart som beskrevs av Max Wilhelm Karl Draudt 1929. Copaxa flavina ingår i släktet Copaxa och familjen påfågelsspinnare. Inga underarter finns listade i Catalogue of Life.